# Kościół San Jerónimo el Real w Madrycie
Kościół San Jerónimo el Real – kościół nieistniejącego Królewskiego Klasztoru św. Hieronima (hiszp. Monasterio de San Jerónimo el Real), niegdyś jednego z najważniejszych klasztorów Madrytu. Sąsiadował z siedzibą króla, Cuarto Real, która została za panowania Filipa IV rozbudowana w pałac letni Palacio del Buen Retiro. Obecnie z klasztoru zachował się jedynie wirydarz, a kościół służy za kościół parafialny. Kościół i klasztor były ściśle związane z życiem dworu i monarchii hiszpańskiej. W świątyni odbywały się królewskie ceremonie pogrzebów, zaprzysiężeń i ślubów.

## Historia
Choć król Kastylii Henryk IV ufundował już klasztor hieronimitów nad brzegiem rzeki Manzanares (1463 r., dzisiejsze okolice El Pardo), a wkrótce potem nadał mu przywileje poboru podatków (1470 r.), Królowie Katoliccy zdecydowali się przenieść fundację w nowe miejsce, dzięki czemu klasztor miał zapewniać rodzinie królewskiej miejsce pobytu podczas wizytacji miasta. Klasztor został wzniesiony w stylu późnogotyckim z wpływami renesansowymi (1503–1505).
W 1528 r., w obecności króla Karola I, odbyła się w klasztorze ceremonia ogłoszenia Filipa Habsburga księciem Asturii i zaprzysiężenia go jako spadkobiercy i następcy tronu Kastylii. Powstała w ten sposób tradycja zaprzysiężenia kolejnych władców trwała do czasów Izabeli II (1833 r.).
W XVI w. Filip II rozbudował Kwatery Królewskie (hiszp. Cuarto Real), co stało się zalążkiem dla późniejszego Palacio del Buen Retiro. Osobisty pokój króla przylegał do ściany prezbiterium od strony ewangelii, co pozwalało królowi na słuchanie mszy świętej w swojej sypialni. Podobne rozwiązanie zastosowano w kompleksie pałacowo-klasztornym El Escorial.
Szczyt swojej świetności klasztor i pałac przeżywał w czasach Filipa IV, gdy ten uczynił to miejsce centrum życia politycznego i kulturalnego Imperium Hiszpańskiego. Podczas inwazji napoleońskiej (1808 r.) klasztor i pałac zostały poważnie uszkodzone przez wojska nieprzyjaciela. Zniszczenia były tak potężne, że zdecydowano się na rozbiórkę większości zabudowań. Z pałacu zachowały się dwa budynki: Casón del Buen Retiro i Salón de Reinos. Klasztor służył początkowo za koszary artylerii, w końcu za Izabeli II, pod wpływem namów jej męża, zdecydowano się na odnowienie kościoła. 
W 1878 r. świątynia została przekazana w ręce archidiecezji w Toledo, która podjęła się dalszej przebudowy (m.in. usunięcia XVI-wiecznych trybun z wnętrza). Dnia 31 maja 1906 r. w kościele odbył się ślub króla Alfonsa XIII z Wiktorią Eugenią de Battenberg; na tę okazję przed kościołem zbudowano monumentalne schody. Dnia 27 listopada 1975 r. kardynał Vicente Enrique y Tarancón przewodniczył mszy wotywnej do Ducha Świętego o pomyślne rządy wstępującego na tron króla Juana Carlosa I.
W początkach XXI w. przeprowadzono gruntowną restaurację kościoła, która doprowadziła do odkrycia renesansowych malowideł ściennych i znacznie uszkodzonych płaskorzeźb. Kościół zyskał interesujące wyposażenie w postaci obrazów wypożyczonych z Muzeum Prado.

## Claustro de los Jerónimos
Pod koniec XX w. krużganki pozostałego po klasztorze wirydarza (hiszp. Claustro de los Jerónimos), główna pozostałość jednego z najbardziej znanych klasztorów Madrytu, rozpadały się, coraz bardziej zarastając dziką roślinnością. W tym samym czasie dyskutowano o konieczności rozbudowy Muzeum Prado. Zdecydowano się więc na włączenie krużganków w zabudowę muzeum, który został połączony z głównym budynkiem podziemnym korytarzem. Dzięki temu ocalono przed zniszczeniem pozostałość ważnego dla hiszpańskiej monarchii klasztoru, a zarazem nie wprowadzono zmian w oryginalnym budynku Muzeum Prado, wzniesionym w XVIII wieku przez Juana de Villanuevę. Zgodnie z umową między muzeum a kurią, teren klasztoru (wirydarz) przeszedł na własność muzeum w zamian za gruntowną renowację kościoła św. Hieronima. Krużganki po odbudowie zachowują wewnętrzne patio, do którego dodano świetlik, pozwalający na doświetlenie podziemnych pomieszczeń ekspozycyjnych.

## Galeria

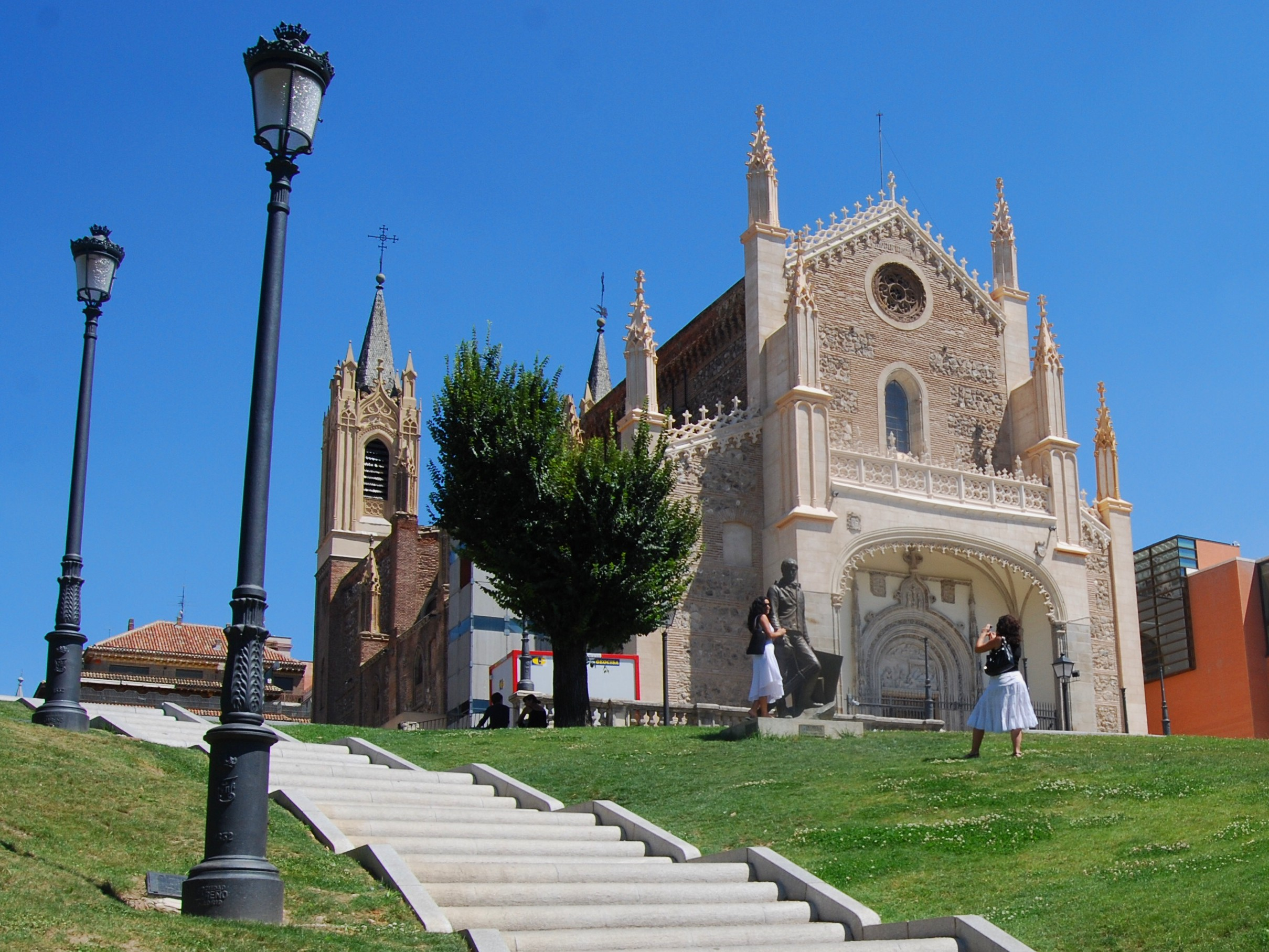
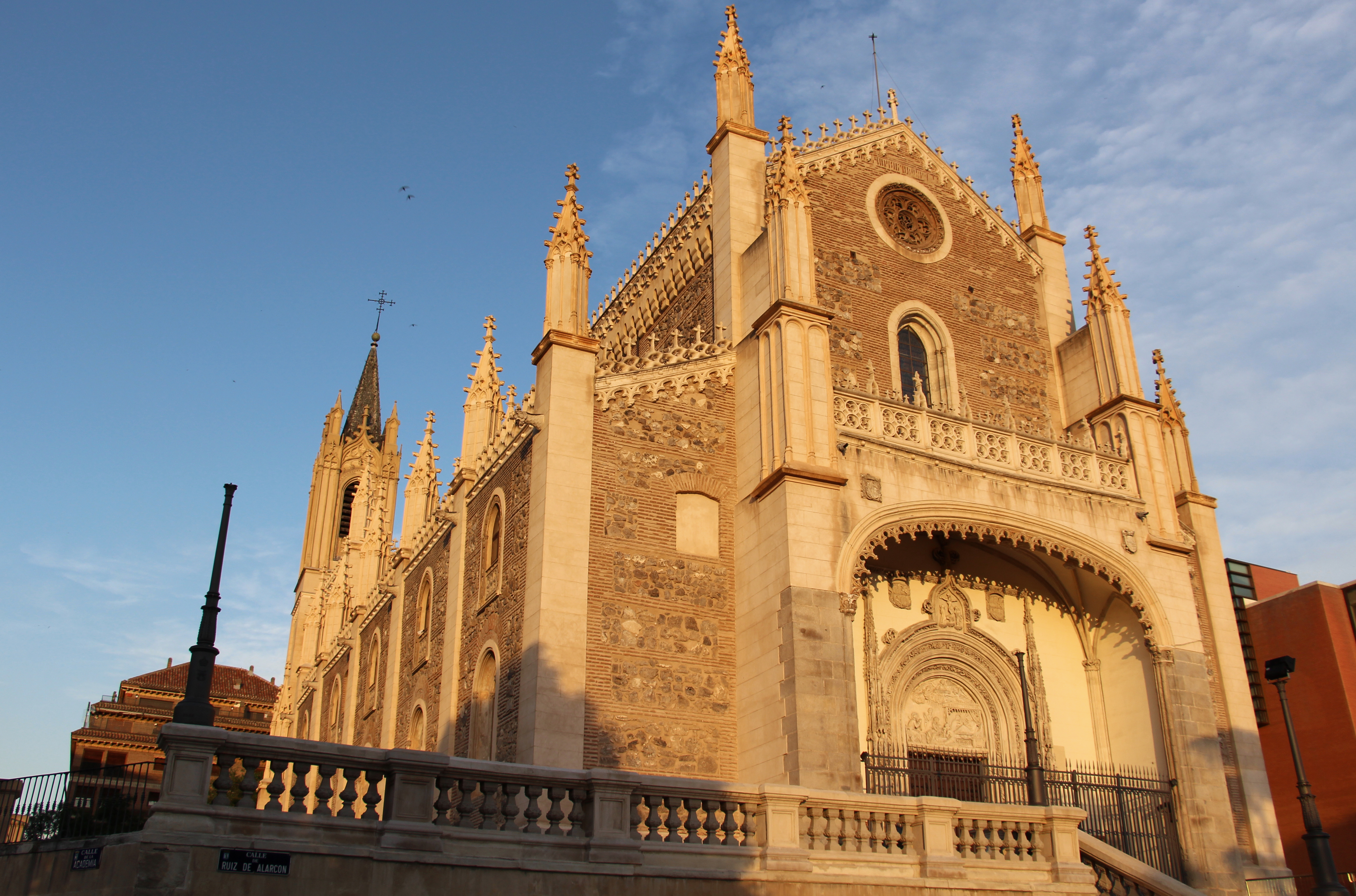
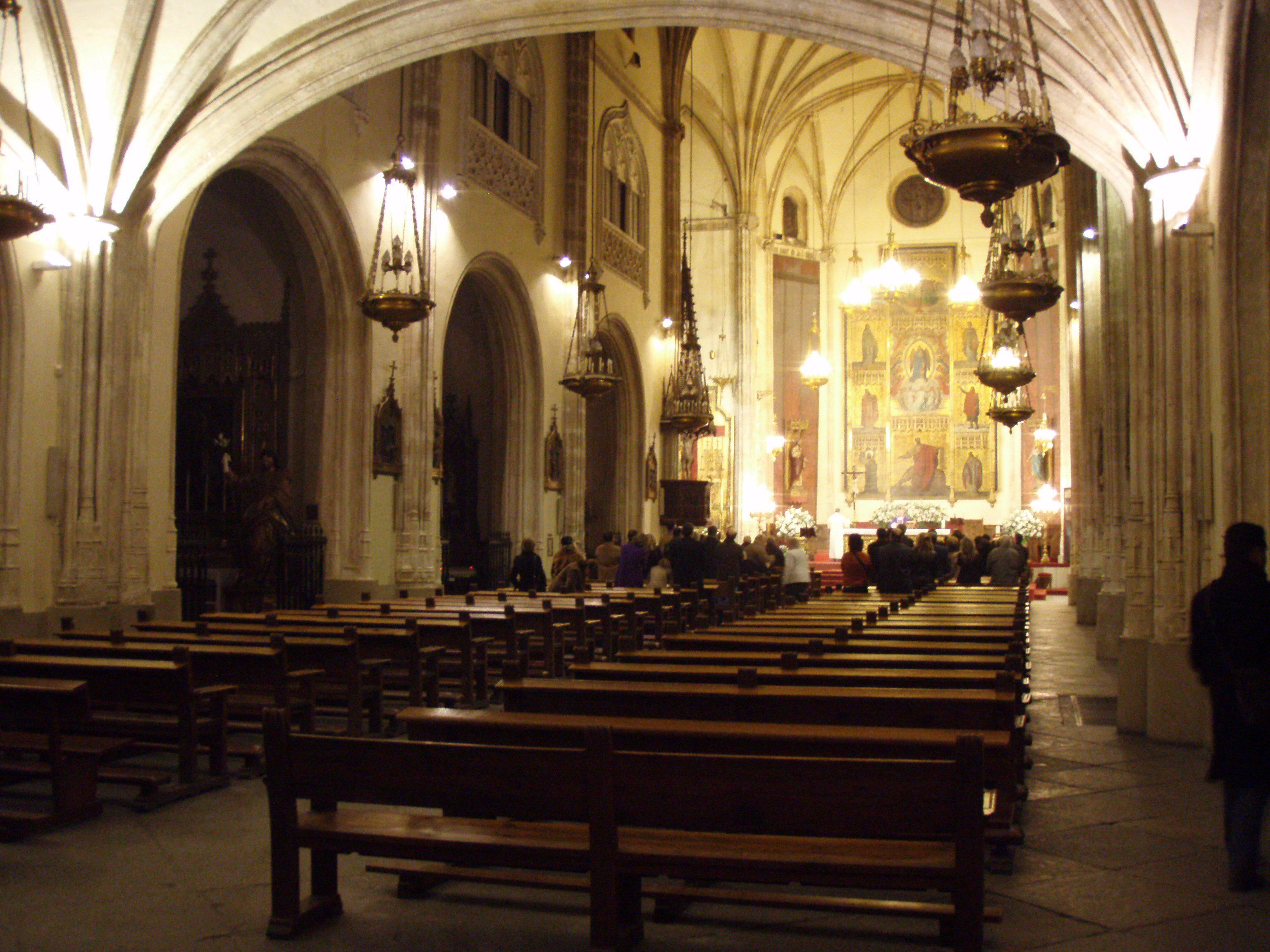
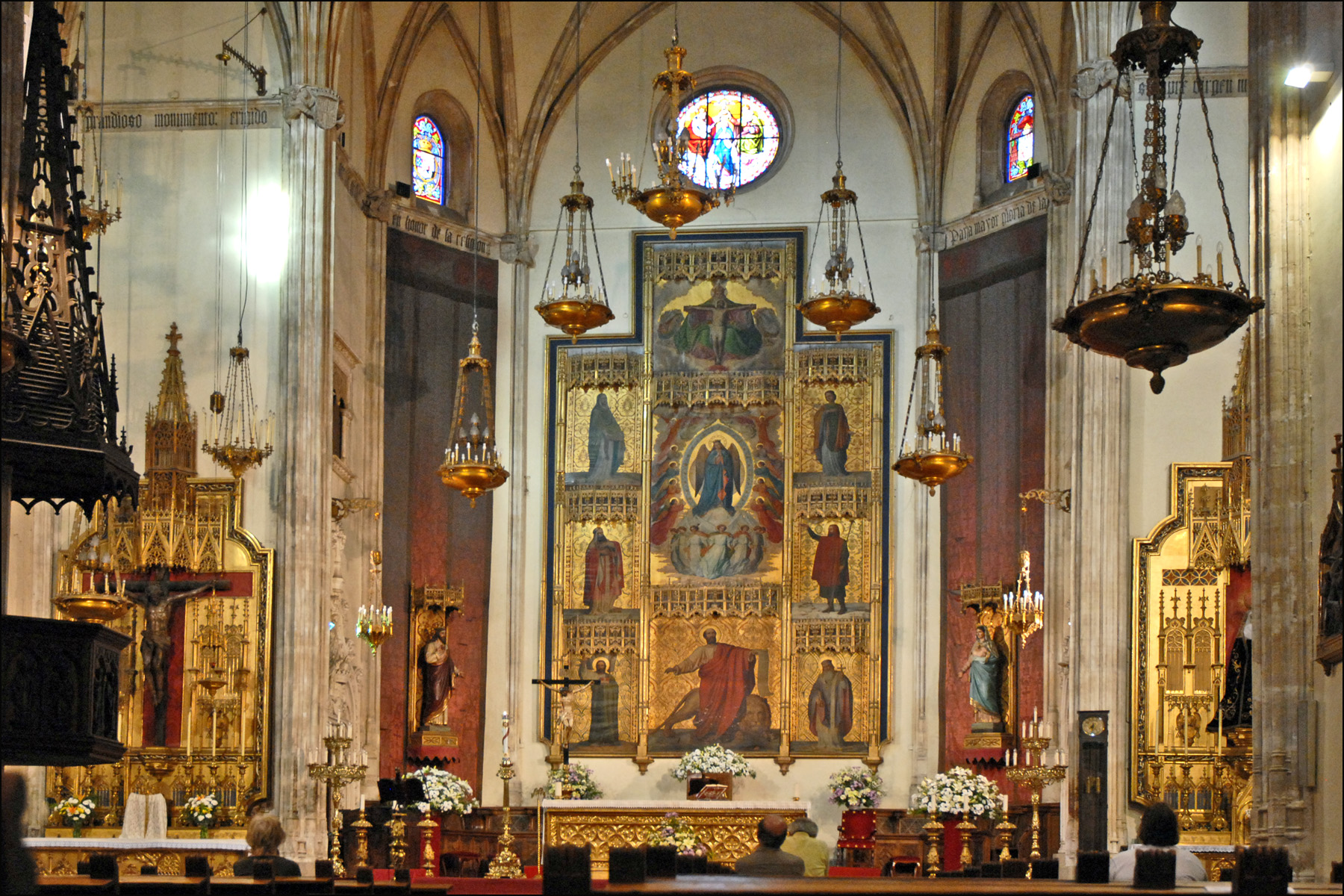
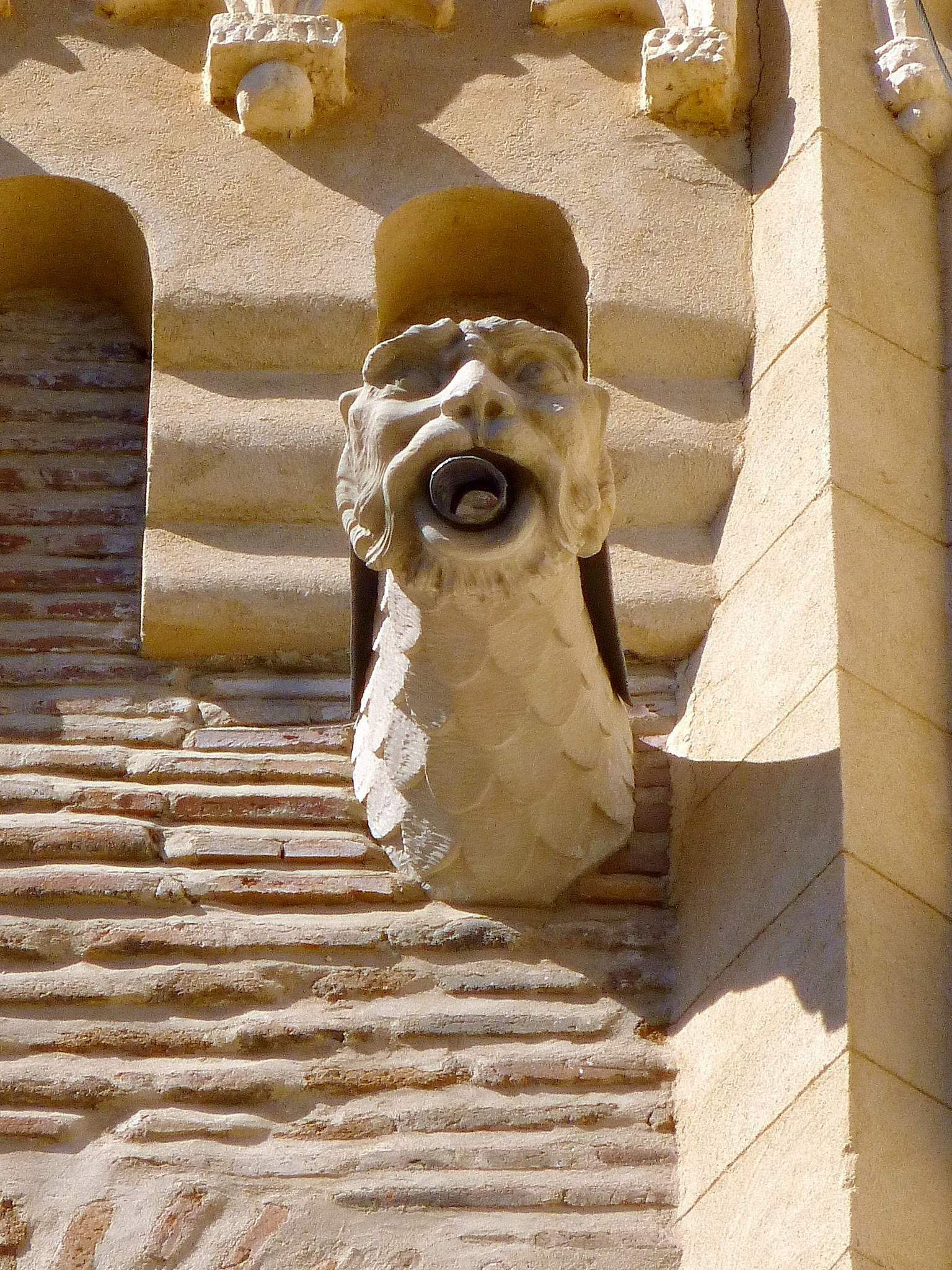
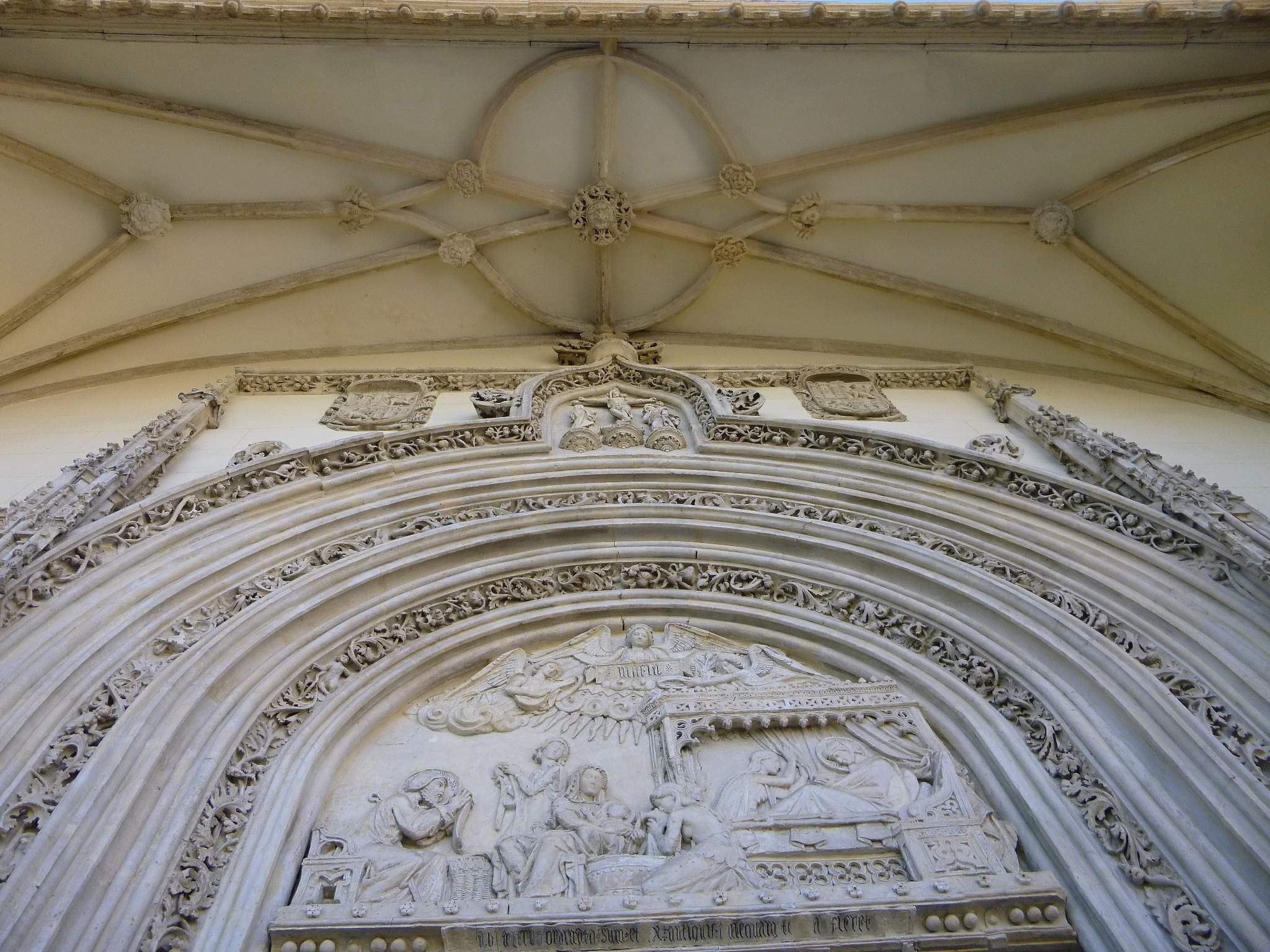
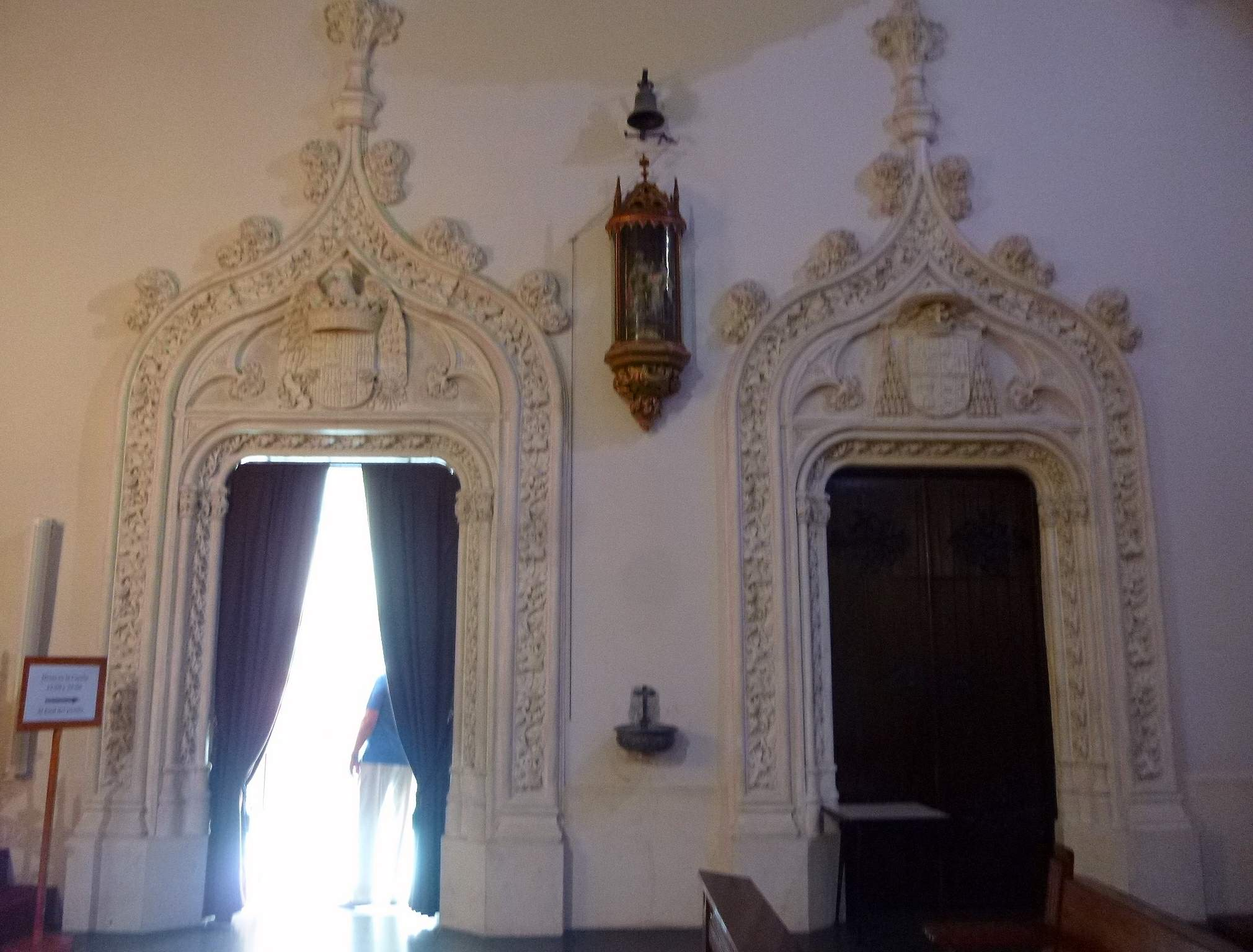